# Nadrenia
Nadrenia (niem. Rheinland, fr. Rhénanie) – kraina historyczna w zachodniej części Niemiec, obecnie w granicach krajów związkowych Nadrenia-Palatynat i Nadrenia Północna-Westfalia. Graniczy z Holandią i Belgią.

## Historia

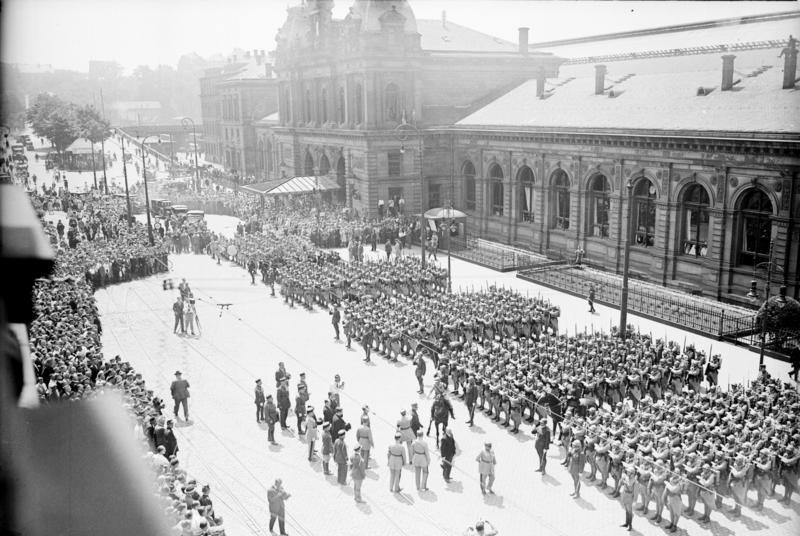
Francuskie wojska okupacyjne opuszczają Moguncję, 1930

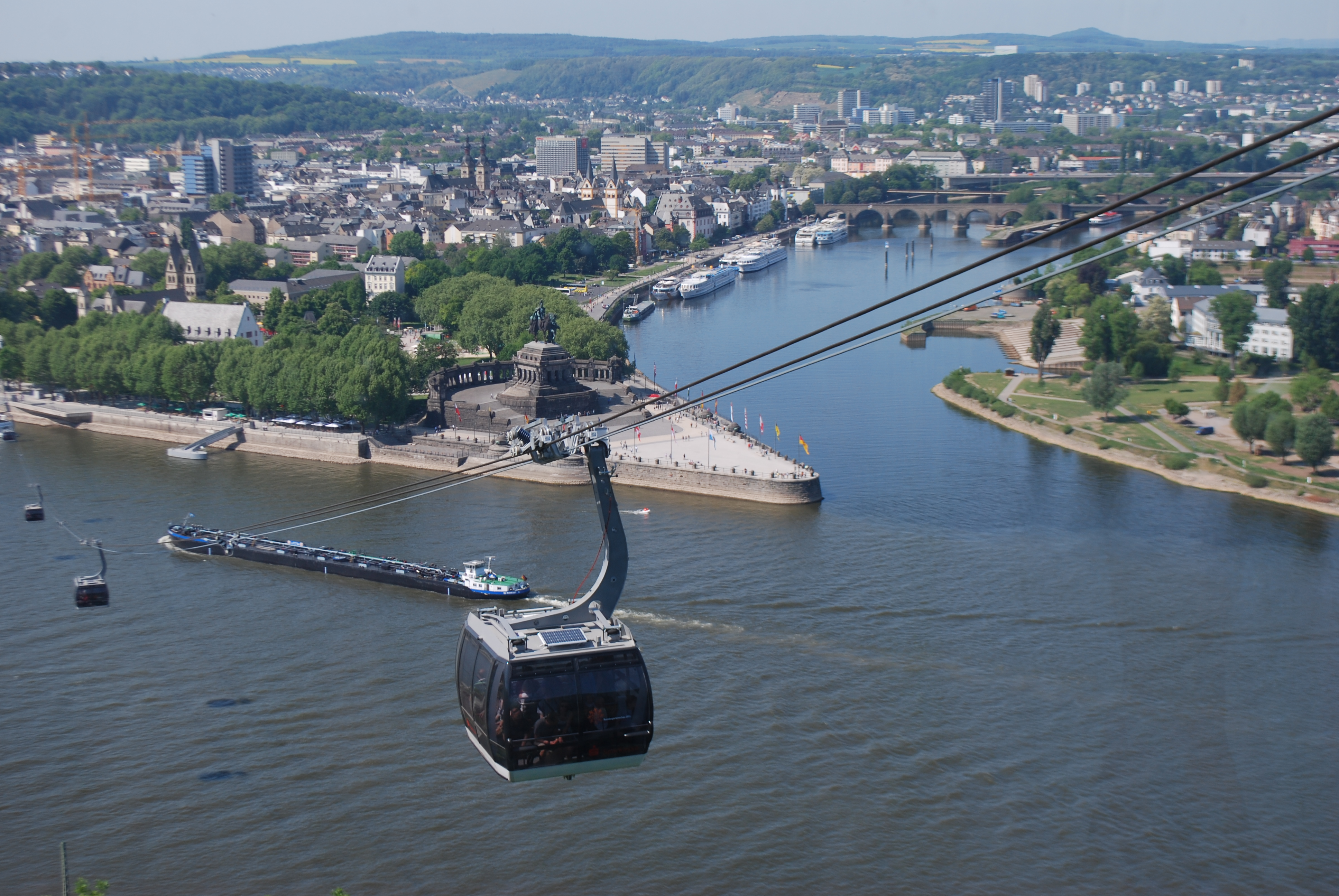
Deutsches Eck z monumentalnym pomnikiem Wilhelma I Hohenzollerna w Koblencji, miejsce połączenia Mozeli i Renu

Po I wojnie światowej Nadrenię okupowały wojska zwycięskiej Ententy. W 1935 kanclerz Rzeszy Adolf Hitler odrzucił traktat wersalski (przywrócił pobór do wojska i publicznie ogłosił remilitaryzację Niemiec). W marcu 1936 wojska niemieckie wkroczyły do Nadrenii, będącej jeszcze wtedy strefą zdemilitaryzowaną w III Rzeszy. Operacja, którą dowodził gen. Ludwig Beck, była blefem Hitlera, który w tym czasie mógł zmobilizować niewielkie siły.